# 84–86
84–86 – album kompilacyjny niemieckiego zespołu industrialnego KMFDM, wydany oryginalnie w 1992 roku na kasecie magnetofonowej i zawierający 19 wcześniej niewydanych utworów. W 2004 roku została wydana dwupłytowa edycja specjalna zatytułowana 84–86 (20th Anniversary Edition) zawierająca 27 utworów.

## Lista utworów
CD 1
1. "Get It" – 3:07
2. "Disgusting Discovery" – 4:12
3. "Preisraetsel" – 3:28
4. "Don't Get Your" – 5:48
5. "Attention" – 2:41
6. "Moon" – 2:26
7. "Add" – 4:51
8. "#1 (Ichiban)" – 2:46
9. "TV-TV" – 2:20
10. "Too Much" – 1:37
11. "East German American Killed" – 3:13
12. "Fleisch Sehen" – 3:11
13. "I Can Absolutely Not" – 4:02
14. "Bewitched" – 2:02
15. "Indo" – 3:31
16. "Turn" – 2:53

CD 2
1. "Laminated Love" – 2:39
2. "To Sascha" – 4:21
3. "O.T." – 1:53 (ostatni utwór na wydaniu kasetowym)
4. "Links in die Ecke" – 5:28
5. "Bad Turn" – 12:25
6. "Very Bad Boys" – 2:57
7. "TV-TV" (Kopfschmerz Variante) – 2:25
8. "Preisraetsel" (Wuerstchen Mix) – 4:03
9. "Schnell Raus – Kartoffeln" – 2:10
10. "Big Shit" (na żywo) – 4:38
11. "Liquid Pigs Under Pressure" (na żywo) – 3:07